# カンダハー (駆逐艦)
|          | |
| 艦歴     | |
| 発注     | |
| 起工     | 1938年1月18日 |
| 進水     | 1939年3月21日 |
| 就役     | 1939年10月10日 |
| 退役     | |
| その後   | 1941年12月19日に触雷、20日に処分 |
| 除籍     | |
| 性能諸元 | |
| 排水量   | 1,760トン 満載：2,400トン |
| 全長     | 339½ ft p/p; 356½ ft o/a |
| 全幅     | 35¾ ft |
| 吃水     | 9 ft (2.7 m) ; 12 ft deep |
| 機関     | アドミラルティ・ボイラー2基 パーソンズ式減速タービン、2軸推進、40,000 shp (27,000 kW)                                                                         |
| 最大速   | 36ノット |
| 乗員     | 218名 |
| 兵装     | 119mm(4.7 in) Mark XII 連装砲（CP Mk.XIX 砲塔）3基 4連装 QF 2ポンド Mk.VIII 対空砲 4基 4連装 QF 0.5インチ Mk.III 対空砲 2基 533mm（21 in）5連装魚雷発射管 2基 |

カンダハー (HMS Kandahar, F28) はイギリス海軍の駆逐艦。K級。艦名はイギリスの保護国であったアフガニスタンの都市カンダハルに由来。

## 艦歴
1938年1月起工。1939年3月21日進水。1939年10月10日就役。
1940年5月、「カンダハー」は駆逐艦「カルトゥーム」、「キングストン」、「キンバリー」と共に紅海に配備されることになり、5月24日にアレクサンドリアを離れて5月28日にアデンに着いた。ノルウェーのタンカーがイタリア潜水艦「ガリレオ・ガリレイ」によって撃沈されると「カンダハー」はスループ「ショアハム」とともにその捜索に派遣された。6月19日にトローラー「ムーンストーン」の攻撃で「ガリレオ・ガリレイ」が降伏すると、「カンダハー」は「ガリレオ・ガリレイ」をアデンへ曳航した。6月23日、「カンダハー」、「キングストン」、「カルトゥーム」はイタリア潜水艦「エヴァンジェリスタ・トリチェリ」と交戦し沈めた。6月27日、「カンダハー」、軽巡洋艦「リアンダー」、駆逐艦「キングストン」は座礁していたイタリア潜水艦「ペルラ」を攻撃した。
1940年8月、カンダハーはベルベラからの撤退作戦に参加し、8月18日にはイタリア軍の戦車を砲撃した。カンダハーは11月7日に修理のためボンベイへ向かい、12月7日に修理から戻った。1941年2月、イタリア領ソマリランドへの侵攻作戦（キャンバス作戦）に参加。続いて3月に実行されたベルベラ奪回作戦（アピアランス作戦）に参加。また、同月末にはマッサワからの脱出を試みたドイツ船Bertram Rickersを捜索し、3月31日にカンダハーによって発見されるとBertram Rickersは自沈した。紅海からイタリア海軍の脅威が無くなると、カンダハー、キングストン、キンバリーは地中海艦隊へ移ることになり、カンダハーは4月13日にアレクサンドリアへ到着した。
1941年12月15日、補給物資を積んだ輸送船ブレコンシャーがマルタへ向けアレクサンドリアから出発した。そして、その護衛のためアレクサンドリアからはフィリップ・ヴィアン少将が率いる部隊が出撃した。マルタからもK部隊と第4駆逐群が出撃し、それに続いて軽巡洋艦ネプチューンと駆逐艦ジャガー、カンダハーも出撃した。ヴィアンの部隊とK部隊は合流後、北アフリカへ向かう船団を守るため出撃していたイタリア艦隊と遭遇し、第1次シルテ湾海戦が発生した。B部隊は海戦翌日の12月18日にK部隊と合流し、ブレコンシャーを護衛して同日中にマルタに到着した。
海戦後、枢軸国船団はベンガジ行きとトリポリ行きに分かれた。16時17分にウェリントン爆撃機よりトリポリへ向かう船団の報告があり、それを受けてK部隊は18時30分にマルタより出撃を開始した。出撃したのは軽巡洋艦「ネプチューン」、「オーロラ」、「ペネロピ」、駆逐艦「カンダハー」、「ランス」、「ライヴリー」、「ハヴォック」であった。トリポリ沖にはイタリア軍によって機雷が敷設されていて機雷線b、c、d、e、fが存在しており、K部隊は機雷線dに突っ込むこととなった。そこには70ファゾムまでしか敷設できないイタリアの機雷ではなく、より深い場所に敷設出来るドイツの機雷が敷設されていた。機雷が敷設されたこと自体は知っていたイギリス側も、このことは知らなかった。
12月19日未明、巡洋艦3隻が触雷。その内、「ネプチューン」は航行不能となり東へ漂流していった。そちらには機雷線cがあった。「オーロラ」は「ランス」と「ハヴォック」に護衛されてマルタへ向かい、「ペネロピ」と「カンダハー」、「ライヴリー」が残った。「ネプチューン」のオコナー大佐は機雷原の外まで流されるまで「ネプチューン」の曳航開始を待とうとした。3時過ぎになって曳航作業を始めようとしたものの、その際に接近しようとした「カンダハー」が3時18分に機雷線cで触雷。艦尾を失い航行不能となった。そのまま機雷線cまで漂流した「ネプチューン」も再度触雷した。機雷原に入る危険は冒せず、夜明けも近づいていたことから「ペネロピ」と「ライヴリー」は救助を断念してマルタへ向かい、その後「ネプチューン」は沈没した。
漂流していた「カンダハー」は救援に派遣された駆逐艦「ジャガー」に20日の4時過ぎに発見され、165名（または157名）が救助された。その後カンダハーの処分が決定され、12月20日5時45分に「ジャガー」が魚雷1本を発射して「カンダハー」を沈めた。
「カンダハー」での死者は73名（触雷時に55名、「ジャガー」による救助活動時に10名など）であった。